# Nasekomix
Nasekomix (en búlgaro: Насекомикс) es un grupo musical de Sofía, Bulgaria. Su estilo es una mezcla de música electrónica, jazz-rock, punk, indie, fusión y trip-hop. Los miembros del grupo lo definen como "pop melodramático" con drum & bass y algunas influencias de la electrónica.

## Orígenes
La banda fue fundada en 2001 por Andronia Popova - Roni, Yanev Alexander, Todor Karastoyanov - tkrst y Michail Yossifov. El motivo de la asamblea fue una invitación de un festival de música juvenil en Padua, Italia. Más tarde Alexander Yanev y Karastoyanov Todor - tkrst dejaron la banda, mientras que Daniel Alexander - Sandi (batería, Ambient anarquista) y George Donchev (contrabajo eléctrico, contrabajo) se unieron.

## Instrucción
Andronia Popova recibió una formación en piano y canto clásico en la escuela secundaria, y obtuvo grados en dirección de arte (Nueva Universidad Búlgara) y pedagogía vocal (Universidad de Sofía). Ella también fue admitida en el prestigioso Mannes College of Music de Nueva York, aunque no completó sus estudios allí debido a la falta de fondos.
George Donchev estudió jazz en el Berklee College of Music, EE. UU., y ha tocado con artistas famosos como Nigel Kennedy.

## Discografía
Tras ganar popularidad con sus canciones "Inject me with Love" y "Lady Song", incluidas en la banda sonora de la aclamada película Eastern Plays, a finales de 2009 Nasekomix publicaron su primer LP 'Adam’s Bushes, Eva’s Deep'. El álbum fue producido en colaboración con el productor inglés Ilian Walker (alias DJ ILS) y Anguel Christanov (Arte producción propia Eterno). El álbum recibió buenas críticas y pronto adquirió popularidad.

## Conciertos
Nasekomix han estado de gira en Bulgaria y Europa (Italia, Francia, España, Polonia y otros). En 2009 la banda tocó en el estreno de Eastern Plays en el Festival de Cine de Sarajevo y también en el Festival de Cannes. En marzo de 2010, la banda se presentó en París para el estreno de Eastern Plays y poco después participó en el Festival Balkan Fever 2010 con un concierto en el OST Klub, Viena.
En marzo de 2010, el grupo realizó una gira de concierto en Bulgaria actuando en Varna, Veliko Tarnovo, Ruse, Plovdiv y Sofía.

## Miembros
- Andronia Popova (Roni) - voz, acordeón, teclados.
- Michail Yossifov - guitarra, teclados, voces de refuerzo.
- George Donchev - contrabajo eléctrico, contrabajo.
- Alexander Daniel (Sandi) - batería

Antiguos miembros:
- Todor Karastojanov (tkrst) - teclados, batería.
- Alexander Yanev

Letras:
- Mariy Rosen (Help me Jones)
- Andronia Popova (Roni)